# Palazzo dell'Acquedotto Pugliese (Bari)
Il Palazzo dell'Acquedotto Pugliese è uno storico edificio di Bari situato nel centrale Quartiere Umbertino.

## Storia
Il palazzo venne eretto tra il 1927 e il 1932 per dare una sede amministrativa, tecnica e di rappresentanza all'Ente Autonomo Acquedotto Pugliese. Secondo la visione dei committenti, il palazzo avrebbe dovuto essere un monumento alla storica conquista dell'acqua, risorsa di cui la Puglia era sempre stata carente.
Per la progettazione dell'edificio, l'ente si rivolse nel 1924 all'ingegnere Cesare Vittorio Brunetti, allora trentunenne, da poco assunto. La struttura in cemento armato, tra le prime nella città di Bari, fu progettata da un altro ingegnere dello stesso Ente, Michele Salvati, che in seguito fu professore di scienza delle costruzioni e contribuì alla fondazione della facoltà di Ingegneria dell'Università di Bari. Il progetto esecutivo - dell'importo complessivo di 5 100 000 lire - fu appaltato nel 1927 e affidato alla ditta Provera Carrassi e C. di Roma, che fu l'unica a rispondere all'invito dell'Ente autonomo. L'edificio, disposto su quattro piani e comprensivo di sotterranei, fu terminato nel 1932, con l'eccezione di alcuni ambienti destinati agli appartamenti del presidente dell'ente, che vennero completati due anni più tardi.
Nel 2000 il primo piano del palazzo è stato trasformato per consentire l'apertura di un museo della Storia dell'Acquedotto Pugliese, una sala conferenze e una biblioteca con archivi multimediali e fotografici. Nella porzione restante continuano ad essere ospitate la presidenza di Acquedotto Pugliese S.p.A. e una parte degli uffici amministrativi.

## Descrizione

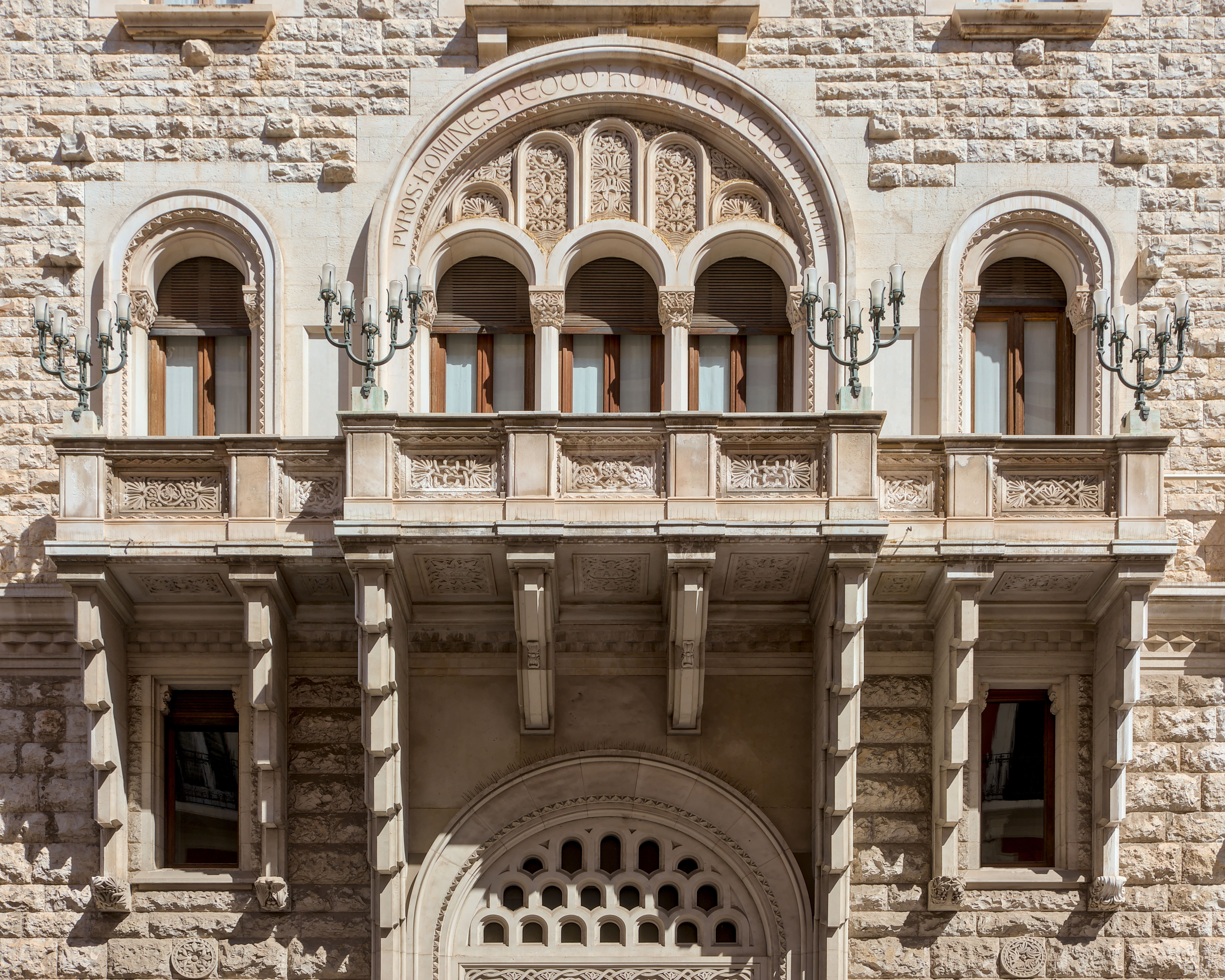
Particolare

Il palazzo sorge nel quartiere Umbertino di Bari, compreso tra il quartiere Murattiano e il lungomare, e occupa l'intero fronte su via Salvatore Cognetti dell'isolato compreso fra via Fiume e via Giuseppe Bozzi. È pertanto prospiciente alla facciata posteriore del teatro Petruzzelli.
L'edificio presenta uno stile neoromanico pugliese che richiama la tradizione architettonica locale. I richiami ai più celebri monumenti architettonici pugliesi sono presenti sia nelle diverse decorazioni sia nei materiali, come la pietra di Trani impiegata nel rivestimento esterno.
All'aspetto severo della facciata bugnata si contrappongono gli interni tardo-liberty, disegnati da Duilio Cambellotti: il tema dominante è quello dell'acqua, che viene proposto nei grandi affreschi della Sala del Consiglio, nei pavimenti, negli intarsi in legno e madreperla degli oltre 140 mobili originari.